# Kahler Krempling
Der Verkahlende oder kurz Kahle Krempling (Paxillus involutus) ist eine Pilzart aus der Familie der Kremplingsverwandten (Paxillaceae). Die Fruchtkörper haben einen braunen Hut mit einem zunächst stark eingerollten, filzigen, aber bald schon glatten Rand. Die bräunlich-gelben und am Grund querverbundenen Lamellen bräunen an Druckstellen, weshalb die Art auch Empfindlicher Krempling genannt wird. Trotz seines lamellenförmigen Hymenophors gehört der Blätterpilz verwandtschaftlich zur Ordnung der Dickröhrlingsartigen (Boletales). Er lebt mit zahlreichen Laub- und Nadelbäumen in Symbiose (Ektomykorrhiza). Roh verzehrt wirkt der Pilz stark Magen-Darm-giftig und kann selbst gegart bei wiederholtem Genuss das Paxillus-Syndrom auslösen. In beiden Fällen kann ein schwerer Verlauf zum Tod des Konsumenten führen.

## Merkmale

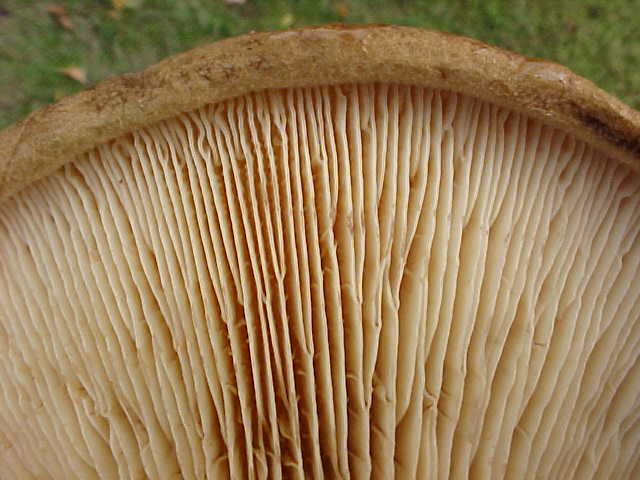
Ausschnitt von der Hutunterseite mit den häufig querverbundenen Lamellen

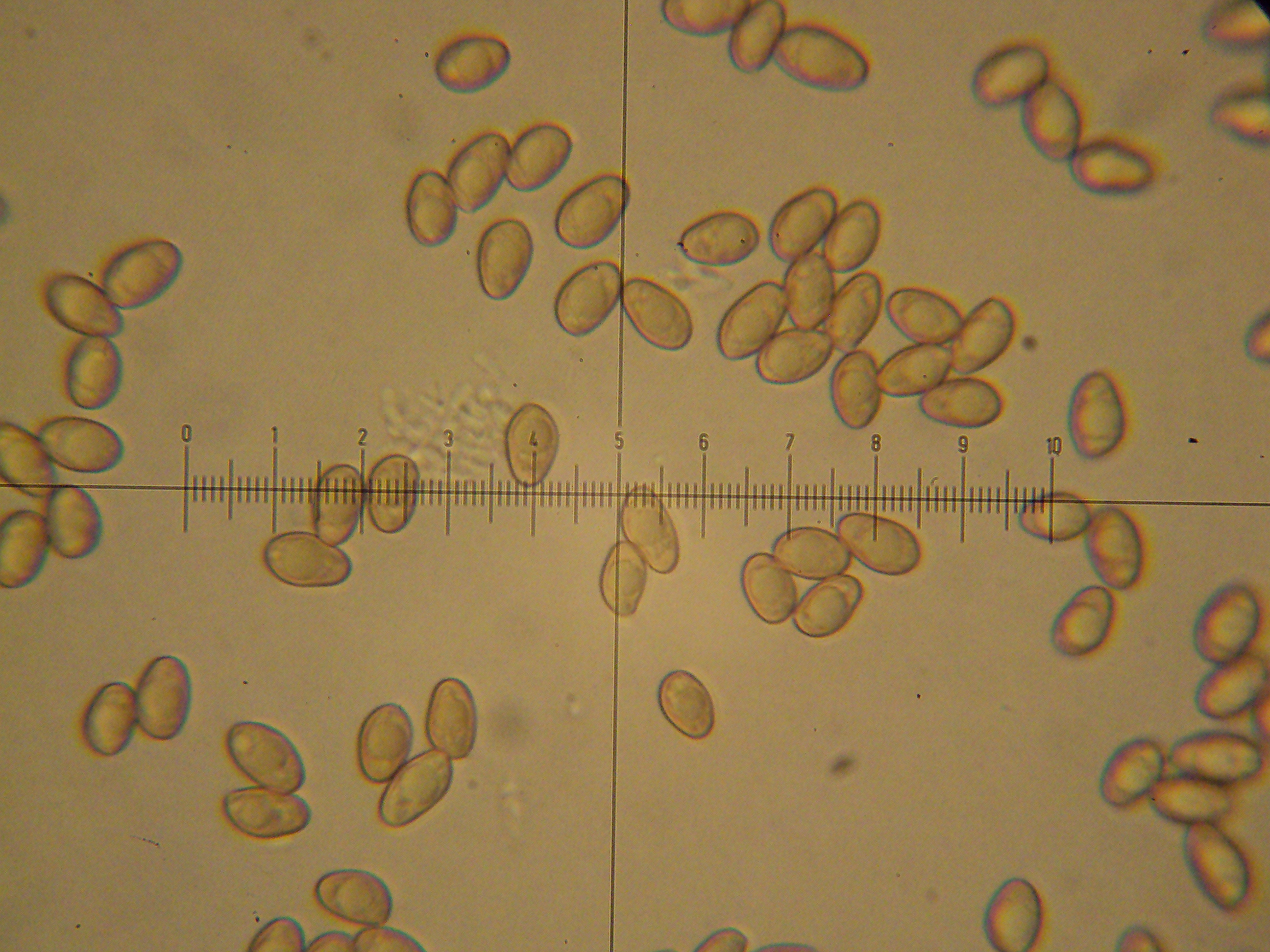
Sporen des Kahlen Kremplings unter dem Lichtmikroskop

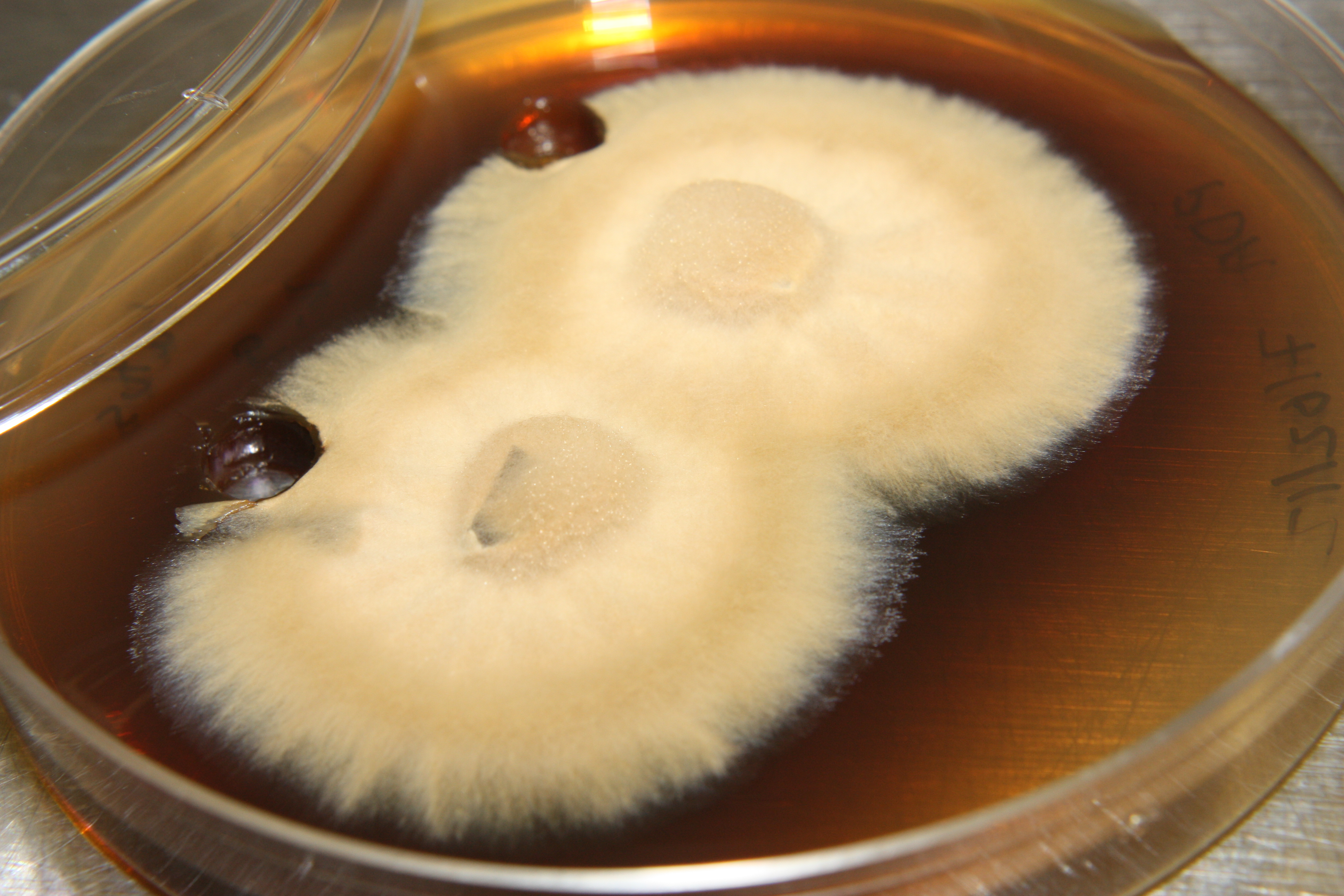
Myzelkultur des Kahlen Kremplings auf Kartoffel-Dextrose-Agar

Der Kahle Krempling bildet mittelgroße bis große, in Hut und Stiel gegliederte Fruchtkörper. Der Stiel steht meist zentral, kann aber manchmal auch leicht exzentrisch sitzen. Der 4–8 (–15) cm breite Hut ist jung konvex und gebuckelt, wird im Laufe des Wachstums flacher und besitzt bei alten Exemplaren meist eine deutlich trichterartig vertiefte Mitte. Der Hut kann gelbbraun bis umberbraun gefärbt sein, er ist in jungem Zustand filzig, verkahlt aber mit der Zeit und wird dann etwas glänzend. Der Hutrand bleibt feinfilzig, er ist auch bei alten Fruchtkörpern eingerollt und wird bei feuchter Witterung etwas schmierig bis schwach schleimig. Die Lamellen lassen sich wie die Röhrenschicht von Röhrlingen leicht vom Hutfleisch trennen, laufen weit am Stiel herab und sind teilweise gegabelt. Sie sind zunächst ockergelblich gefärbt, bei älteren Pilzen olivocker bis olivbraun werdend. Auf Druck verfärben sich die Lamellen sofort braun, die Flecken verfärben sich weiter zu schwarzbraun. Der Stiel ist zylindrisch, zur Basis zu manchmal etwas verdickt, er wird 3–8 cm lang und 0,5 bis 2 cm stark und ist häufig etwas verbogen. Die Stielfarbe ist ockerlich graubraun mit einer rotbraunen Überfaserung in Längsrichtung. Auch der Stiel verfärbt sich auf Druck braun. Das weiche Fleisch ist hellbräunlich und läuft im Schnitt dunkel an.

## Ökologie und Phänologie
Der Kahle Krempling ist ein Mykorrhizapilz, der mit einem breiten Spektrum an Nadel- und Laubbäumen eine Symbiose eingehen kann. Wichtige mitteleuropäische Partner sind Gemeine Fichte, Hänge-Birke, Rotbuche, Hainbuche und Waldkiefer, daneben auch weitere Baumarten. Außerhalb von Wäldern sind Hänge-Birke und Hainbuche die bevorzugten Partnerbäume. Der Kahle Krempling kommt in verschiedenen Waldgesellschaften vor, daneben in Gärten und Parks, auch in Mooren sowie an Wald und Wegrändern. Er bevorzugt saure frische bis feuchte Böden, kann aber auch auf neutralem und basischem Untergrund wachsen, auch trockene und nasse Standorte werden toleriert. Die Fruchtkörper erscheinen in Mitteleuropa vom Frühsommer bis zu den ersten Nachtfrösten, die Hauptfruktifikation findet von August bis Oktober statt.

## Verbreitung
Der Kahle Krempling kommt von der mediterranen bis zur borealen Zone in Europa, Nordasien, Nordafrika, Nordamerika und Australien vor. Die Vorkommen in Neuseeland gehen vermutlich auf Einschleppung zurück. In Deutschland kommt der Kahle Krempling überall häufig vor, seine Bestände sind nicht gefährdet.

## Bedeutung und Toxizität
Der Kahle Krempling gilt heutzutage als giftig, wurde früher allerdings als essbar angesehen.
Der Genuss roher Kremplinge kann zu einer schweren, teils tödlichen Gastroenteritis führen. Durch ausgiebiges Erhitzen werden zwar im rohen Pilz enthaltene Gifte (u. a. Hämolysine und Hämagglutinine) zerstört, eine aber mindestens ebenso große Gefahr geht von einem im Pilz enthaltenen Allergen aus, das im Blut zu einer Antikörperbildung führt und das Paxillus-Syndrom auslösen kann. Hierbei vereinigen sich die Antigene des Pilzes mit den Antikörpern zu einem Antigen-Antikörper-Komplex, der sich auf den roten Blutkörperchen auflagert und diese auflöst, was im schlimmsten Falle zum Tode führen kann. Dieses Syndrom tritt zumeist erst nach mehrmaligem Verzehr dieser Pilzart auf, manchmal erst nach Jahren, weswegen sie früher für essbar gehalten wurde.

## Verwechslung
Ähnlich sind eine Reihe von Kremplingsarten, die erst in jüngerer Zeit beschrieben wurden und früher nicht vom Kahlen Krempling unterschieden wurden.
Der Kupferfarbene Krempling (P. cuprinus) kommt typischerweise an offenen, helleren Orten wie Parks oder Gärten vor. Der Hut des Kupferfarbenen Kremplings ist gewöhnlich ungebuckelt, jung olivlich, dann kupfer- bis rötlich braun. Mikroskopisch unterscheidet er sich anhand der durch einen eingeschnürten Scheitel angedeutet mandelförmigen Sporen.
Ebenfalls außerhalb des Waldes wachsen der Große Krempling (P. validus) und der Dunkelsporige Krempling (P. obscurisporus). Beide Arten haben einen kurzen, stämmigen Stiel und einen im Alter deutlich größeren Hut mit Durchmessern von bis zu 30 (/40) Zentimetern. 
Der Erlen-Krempling (P. rubicundulus s. l.) hat einen faserig schuppigen Hut und wächst im Wald an feuchten Stellen unter Schwarz- und Grau-Erlen.
Der Samtfuß-Holzkrempling (Tapinella atrotomentosa) hat einen deutlich schwarzsamtigen Stiel.
Ähnliche Arten aus der Gattung der Milchlinge (Lactarius) wie der Olivbraune Milchling (Lactarius turpis) sondern bei Verletzung eine milchige Flüssigkeit aus.